# Hootenanny
Une hootenanny est un rassemblement de musiciens folk de caractère festif aux États-Unis.
Ce sont Woody Guthrie et Pete Seeger qui baptisèrent ainsi leurs réunions musicales hebdomadaires à New York dans les années 1950. Joan Baez a comparé les hootenannies pour la musique folk aux jam sessions pour le jazz. En plus de la musique, on y trouve aussi de la lecture de poésie et des buffets, ainsi que des débats socio-politiques, les hootenannies étant également l'occasion de forums et rencontres.
Hootenanny est aussi devenu le nom d'une émission de musique folk pendant les années 1960 sur la chaîne américaine CBS.

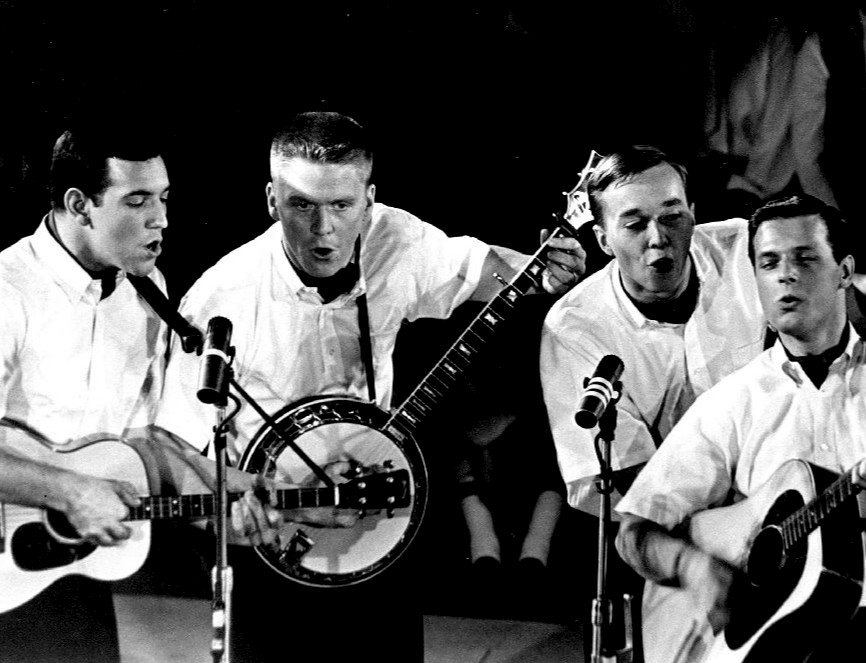
The Brothers Four se produisant pour le programme télévisé Hootenanny en 1963.

En France, c’est le producteur Lionel Rocheman qui, en 1964, est le créateur et animateur pendant près de douze ans de cette expérience singulière dans le domaine de la chanson, qui avait pour principe de permettre une fois par semaine à tous les artistes amateurs de se produire le soir même, sans sélection ni audition préalable, à l’American Center, boulevard Raspail à Montparnasse, puis à l’Olympia de 1973 à 1975 (et quelques semaines au Studioscope de France-Inter, sous la houlette de Pierre Wiehn).
Parmi ceux qui ont débuté ou séjourné en Hootenanny on peut retenir : Alan Stivell, Marcel Dadi (guitariste « picking »), Art Rosenbaum (banjoiste « old-time »), Claude Lemesle, Steve Waring, Roger Mason, Joel Cohen, Lamine Konté, Chris, Hervé Cristiani, Chic Streetman, Jean-Jacques Milteau, Laurent Petitgirard, Gérard Dôle, René Zosso, Julos Beaucarne ou Paul Préboist et Pierre Dac, ensemble pendant deux ans. Les Hootenannies de 1964 sont le point de départ du mouvement folk en France.